# Zamek w Petreli
Zamek w Petreli (alb. Kalaja e Petrelës) – zamek we wsi Petrelë, w środkowej Albanii, ok. 15 km na południowy wschód od Tirany, usytuowany na wysokości 390 m n.p.m. 
Zbudowany z kamienia zamek jest ulokowany na wysokim skalistym wzniesieniu, dominującym nad wsią Petrelë. Ma kształt trójkąta, zwieńczonego dwiema wieżami obserwacyjnymi. Pierwsze fortyfikacje w tym miejscu wzniesiono w V wieku, były wykorzystywane do obrony przełęczy Krrabe w wojnach Bizancjum z Teodorykiem w 489, a także w latach 1107-1108 w działaniach przeciwko najeźdźcom normańskim. Nazwy Betrela użył opisując twierdzę w 1153 kartograf i podróżnik arabski Al-Idrisi.
Zamek w obecnym kształcie pochodzi z XV wieku. Zamek w Petreli stanowił część systemu obronnego Albanii, którego centralnym punktem był Zamek w Kruji. Kontrolował część Via Egnatia, na odcinku Durrës-Elbasan. Komunikację między nimi zapewniały sygnały ogniowe. W czasie rządów Skanderbega Petrelë należało do rodziny Thopia, dla wzmocnienia sojuszu rodzin Karl Thopia ożenił się z siostrą Skanderbega - Mamicą Kastrioti. Herb rodziny Thopia zachował do dziś na jednej ze ścian zamku.
Współcześnie zamek stanowi jedną z największych atrakcji turystycznych w okolicach Tirany. Jest także doskonałym punktem widokowym na dolinę rzeki Erzen i okoliczne gaje oliwne. Obiekt został wpisany na listę zabytków kulturowych Albanii.